# Дудкін Мар Сергійович
Мар Сергійович Дудкін (15 липня 1919 — 9 листопада 2004) — український радянський хімік, професор.

## Біографія
Народився 15 липня 1919 року в м. Омськ (РРФСР).
В 1937 році вступив на хімічний факультет Московського державного університету. Згодом продовжив навчання в Одеському державному університеті. В червні 1941 року з 4 курсу пішов добровольцем на  фронт. Але у листопаді 1941 року був направлений для завершення навчання. В 1942 році закінчив університет в Алма-Аті. Згодом навчався в аспірантурі.
В 1945—1946 роках служив у лавах Червоної Армії у Маньчжурії.
В 1948 році захистив дисертацію «Здобуття пропанової кислоти, її метилового та етилового ефірів» на здобуття наукового ступеня кандидата хімічних наук. В 1950 році присвоєно вчене звання доцента.
В 1946—1952 роках  викладав в Одеському учительському інституті, в 1949—1952 роках завідував кафедрою природознавства.
В 1952 році перейшов на  посаду доцента  Одеського технологічного інституту.
В 1963 році захистив докторську дисертацію (у січні 1965 році присуджений науковий ступінь доктора хімічних наук), а у 1966 році присвоєно вчене звання професора.
Працював в Одеській державній академії харчових технологій до 1999 року. В 1956—1989 роках був завідувачем кафедри органічної хімії.
Рішенням Вченої ради навчального закладу присвоєно звання заслуженого професора.
Помер М. С. Дудкін 9 листопада 2004 року в м. Одеса.

## Наукова діяльність
Є засновником наукової школи хімії вуглеводів рослинної сировини та технології переробки у нові кормові та харчові продукти. Зробив вагомий внесок у розвиток хімії харчів та кормів, основою якої є фундаментальна характеристика структурної хімії вуглеводів. В 1990 роки розпочав роботи зі створення продуктів профілактичного та лікувального характеру на засадах харчових волокон.
Опублікував понад 500 наукових робіт, в тому числі монографії та навчальні посібники. Здобув 39 авторських свідоцтв на винаходи. Підготував 27 кандидатів та 5 докторів наук.

## Праці
- Получение кормовых продуктов из отходов переработки зерна/ М. С. Дудки. — М., 1963. — 55 с.
- Замінник кормового протеїну/ М. С. Дудкін, С. І. Гриншпун, П. М. Дарман'ян. — К., 1975. — 56 с.
- Введение в химию углеводов: учебное пособие/ М. С. Дудки. — К., 1976. — 176 с.
- Карбамид и его использование в комбікормах/ М. С. Дудки, П. М. Дарманьян. — К., 1982. — 54 с.
- Химические методы повышения качества кормов и комбикормов/ М. С. Дудки. — М., 1986. — 350 с.
- Пищевые волокна/ М. С. Дудки, Н. К. Черно, И. С. Казанская, С. Г. Вайстих, А. М. Масик. — К., 1988. — 152 с.
- Гемицеллюлозы: монографія/ М. С. Дудки, В. С. Громов, Н. А. Ведерников, Р. Г. Каткевич, Н. К. Черно. — Рига, 1991. — 488 с.
- Новые продукты питания: монографія/ М. С. Дудки, Л. Ф. Щелкунов. — М., 1998. — 304 с.
- Пища и экология/ Л. Ф. Щелкунов, М. С. Дудки, В. Н. Корзун. — Одесса, 2000. — 515 с.

## Нагороди
- Ордени Вітчизняної війни 2 ст., «Знак Пошани» (1967, 1971 рр.).
- Медалі «За перемогу над Німеччиною у Великій Вітчизняній війні 1941—1945 рр.», «За доблесну працю. В ознаменування 100-річчя з дня народження В. І. Леніна».
- Державна премія України в галузі науки і техніки (2002 р.).
- Золота та срібна медалі ВДНГ СРСР.

## Родина
Батько: Сергій Петрович Дудкін — філолог, доктор педагогічних наук, професор, в 1944—1960 роках завідувач кафедри російської мови Одеського державного педагогічного інституту